# Synagoge (Gersheim)

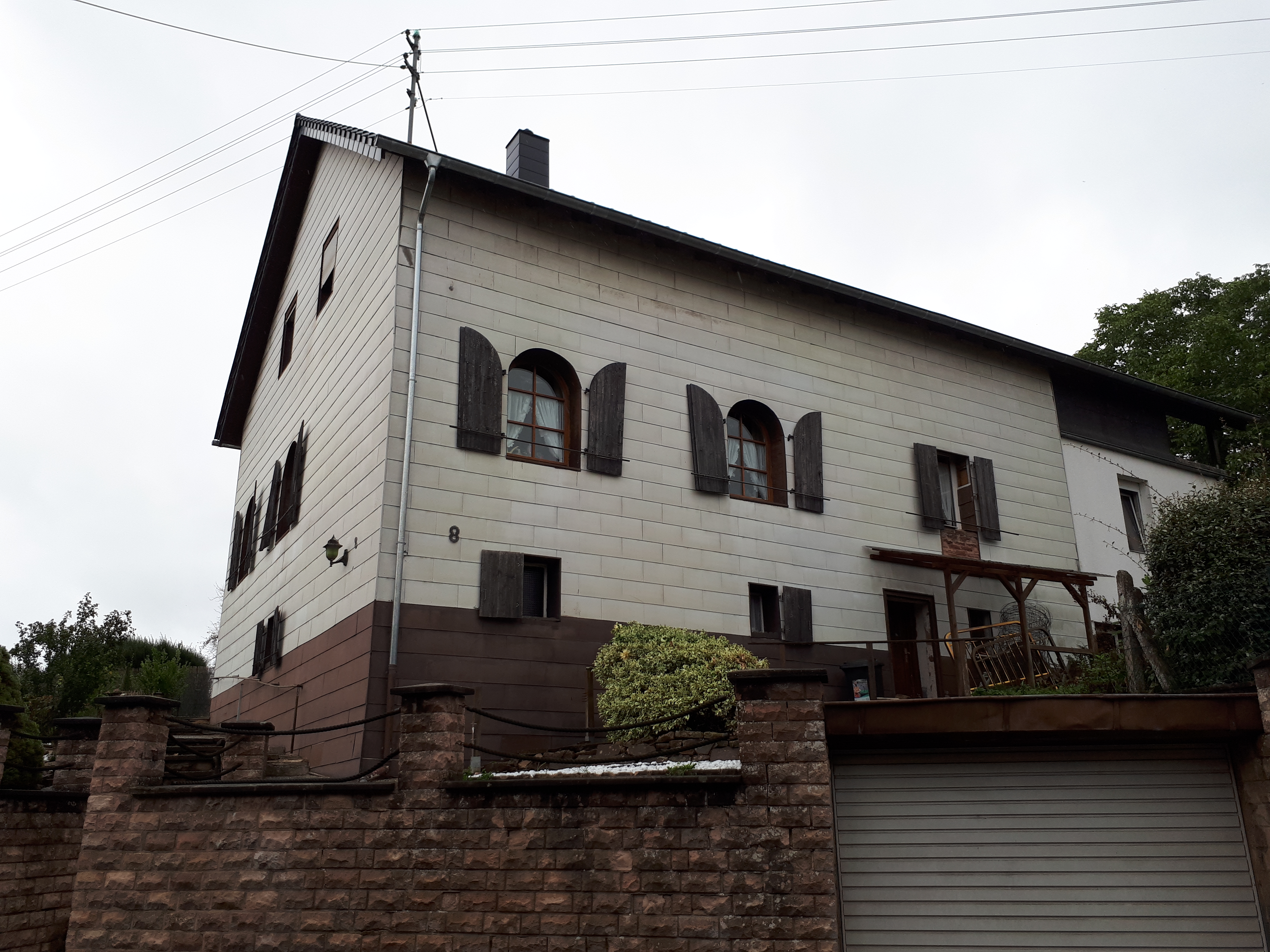
Ehemalige Synagoge: Giebel und Seite

Die ehemalige Synagoge von Gersheim befindet sich in der Ludwigstraße 8 in Gersheim. Sie ist heute ein Wohnhaus. Das 1889/1890 erbaute Gebäude steht seit 2003 unter Denkmalschutz.

## Geschichte

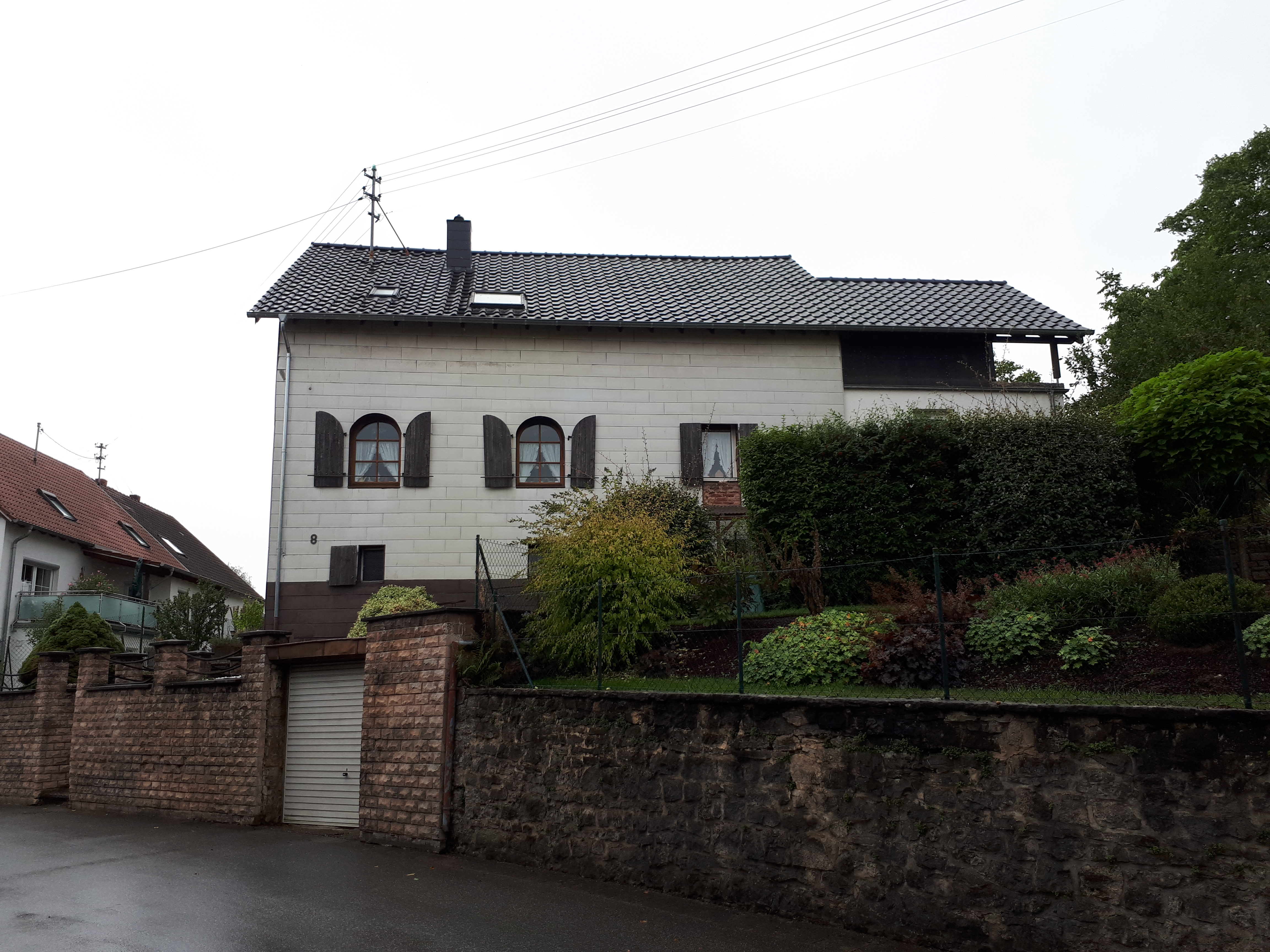
Ehemalige Synagoge: Seitenansicht

Bereits Mitte des 19. Jahrhunderts gab es in Gersheim einen Betsaal für die jüdische Gemeinde. Nachdem die Gemeinde 1885 den Status einer eigenen Kultusgemeinde erhalten hatte, wurde 1889/1890 eine eigene Synagoge mit Religionsschule errichtet. Die für den Bau erforderlichen Mittel wurden durch die Gemeindemitglieder aufgebracht. Die feierliche Einweihung fand am 13. und 14. Juni 1890 statt. Die Nutzung für Gottesdienste wurde bereits 1908, aufgrund der stark zurückgegangen Gemeindemitgliederzahl, eingestellt. Dies führte dazu, dass die Kultusgemeinde 1917 aufgelöst wurde. Zu diesem Zeitpunkt war über die weitere Verwendung der Synagoge noch nicht entschieden worden. 1919 übernahm ein Maurermeister die ehemalige Synagoge. Der Kaufpreis betrug 1800 Mark. Seither wird sie als Wohnhaus genutzt. 1965 wurden umfangreiche Umbaumaßnahmen am Gebäude vorgenommen. Durch die baulichen Veränderungen (Fassade verkleidet, Fenster und Eingänge teilweise baulich verändert, Anbau etc.) ist von dem ursprünglichen Aussehen der Synagoge heute fast nichts mehr zu erkennen. Einzig die Rundbogenform einiger der Fenster wurde erhalten und ist heute noch zu sehen. Möglich war dieser Umbau, da das Gebäude erst 2003 unter Denkmalschutz gestellt wurde.

## Jüdische Gemeinde Gersheim
Die Ansiedlung jüdischer Familien ab dem 17. Jahrhundert geht auf die Erlaubnis der Grafen von der Leyen für das Oberamt Blieskastel (zu dem Gersheim gehörte) zurück. Diese hatten zahlreiche Verordnungen zum Zusammenleben von Juden und Christen erlassen und den jüdischen Schutz-Familien, im Gegensatz zu anderen Grundherrschaften, auch Privilegien eingeräumt. So durften Juden Häuser, Ställe, Scheunen und Gärten erwerben, ohne einem besonderen Abtrieb unterworfen zu sein. Dies bedeutete, dass es sich um gesichertes Eigentum handelte. Zudem durften sie jährlich 20 Stück Großvieh schlachten. Ebenso wurde ein sogenannter Judenschultheiß ernannt, der bei Streitigkeiten zwischen der Obrigkeit und Mitgliedern der jüdischen Gemeinde vermittelte. Bis die Gemeinde 1885 den Staus einer eigenen Kultusgemeinde erhielt, wurden die Einrichtungen der Kultusgemeinde Blieskastel genutzt. Die Beisetzungen erfolgten aber weiterhin auf dem jüdischen Friedhof in Blieskastel. 1893 und 1894 wurde ein eigener Religionslehrer, Schächter, Vorbeter und Kantor gesucht und für einige wenige Jahre angestellt. Eine Besonderheit ist der Umstand, dass im Jahre 1834 in Gersheim 20 Mitglieder der benachbarten jüdischen Kultusgemeinde Bliesbruck ansässig waren. Das hatte zur Folge, dass der Vorbeter von Bliesbruck kein Gehalt vom französischen Staat erhielt. Bis ca. 1900 hatte die Gemeinde ca. 30 Mitglieder. Dann setzte, wie auch im benachbarten Blieskastel, ein starker Wegzug ein, der dazu führte, dass ab 1908 kein Gottesdienst mehr abgehalten wurde. 1917 wurde die Gemeinde dann aufgelöst. Im Jahr 1935 wurden noch sechs Einwohner jüdischen Glaubens in Gersheim gezählt.
In der Zeit von 1920 bis 1935 befand sich das Saargebiet aufgrund der Versailler Verträge unter der Verwaltung des Völkerbundes. Da durch die Regierungskommission des Saargebietes nach der Machtergreifung Hitlers 1933 ähnliche Ausschreitungen wie im Deutschen Reich befürchtet wurden, erging an die Polizeibehörden der Erlass, jüdische Bürger, deren Eigentum und deren Einrichtungen zu schützen. Nach dem Volksentscheid 1935 wurde das Saargebiet an das Deutsche Reich angegliedert. Damit begann auch hier die Verfolgung der jüdischen Bevölkerung.
Folgende in Gersheim geborene Mitglieder der jüdischen Gemeinschaft wurden während der Zeit des Nationalsozialismus ermordet:
| Name   | Vorname    | Todeszeitpunkt    | Alter | Ort des Todes                            | Bemerkung | Quellen |
| ------ | ---------- | ----------------- | ----- | ---------------------------------------- | --- | --- |
| Wust   | Charles    | 16. Juli 1942     | 44    | Konzentrationslager Dachau, Deutschland  | | Yad Vashem (Datenbank, Datensatz Nr. 7703671)                                                                       |
| Weill  | Jules      | 27. März 1944     | 57    | Konzentrationslager Auschwitz, Polen     | Deportation vom Durchgangslager Drancy (Frankreich) nach Auschwitz                                                                                     | A) Yad Vashem (Datenbank, Datensatz Nr. 11652017) B) Gedenkbuch für die Opfer der NS-Judenverfolgung in Deutschland |
| Löb    | Joseph     | 1. Mai 1941       | 58    | Internierungslager Recebedou, Frankreich | Deportation von Belgien ins Internierungslager Saint Cyprien (Frankreich). 22. Oktober 1940 Verlegung in das Internierungslager Recebedou (Frankreich) | A) Yad Vashem (Datenbank, Datensatz Nr. 3199660) B) Gedenkbuch für die Opfer der NS-Judenverfolgung in Deutschland  |
| Löb    | Simon      | 10. November 1938 | 64    | Nürnberg, Deutschland                    | Getötet durch Mitglieder der SA in der Reichspogromnacht                                                                                               | A) Yad Vashem (Datenbank, Datensatz Nr. 11582291) B) Gedenkbuch für die Opfer der NS-Judenverfolgung in Deutschland |
| Israel | Marguerite | 13. April 1944    | 47    | Konzentrationslager Auschwitz, Polen     | Deportation vom Durchgangslager Drancy (Frankreich) nach Auschwitz                                                                                     | Gedenkbuch für die Opfer der NS-Judenverfolgung in Deutschland                                                      |
| 1. 2.  |            |                   |       |                                          | | |

## Stolpersteine
Am 9. April 2011 verlegte der Künstler Gunter Demnig in Gersheim zwei Stolpersteine zum Gedenken an die Brüder Simon und Josef Löb in der Hauptstraße 22 sowie einen in der Hauptstraße 40 zum Gedenken an Karl Wust.

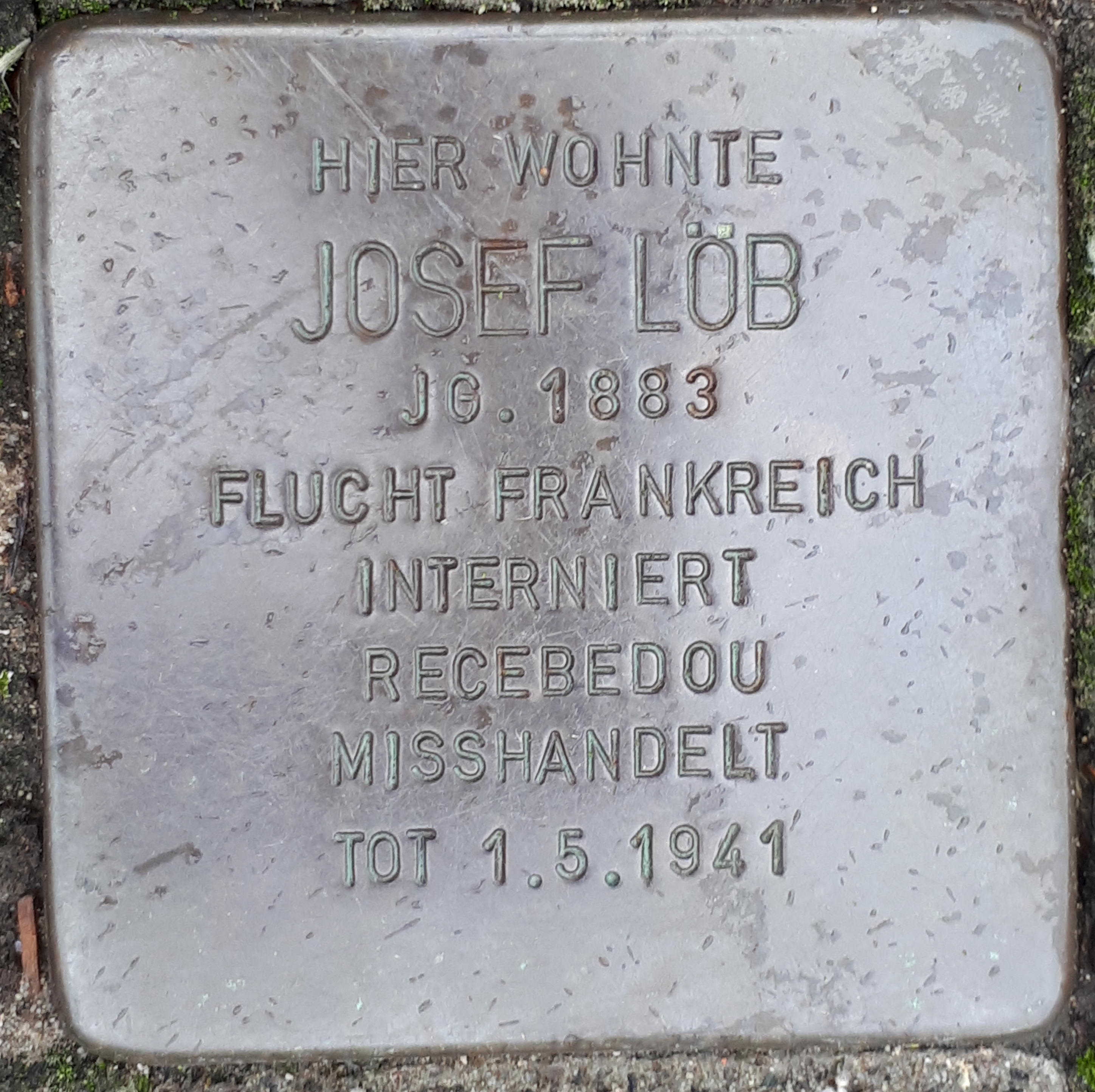
Stolperstein Josef Löb
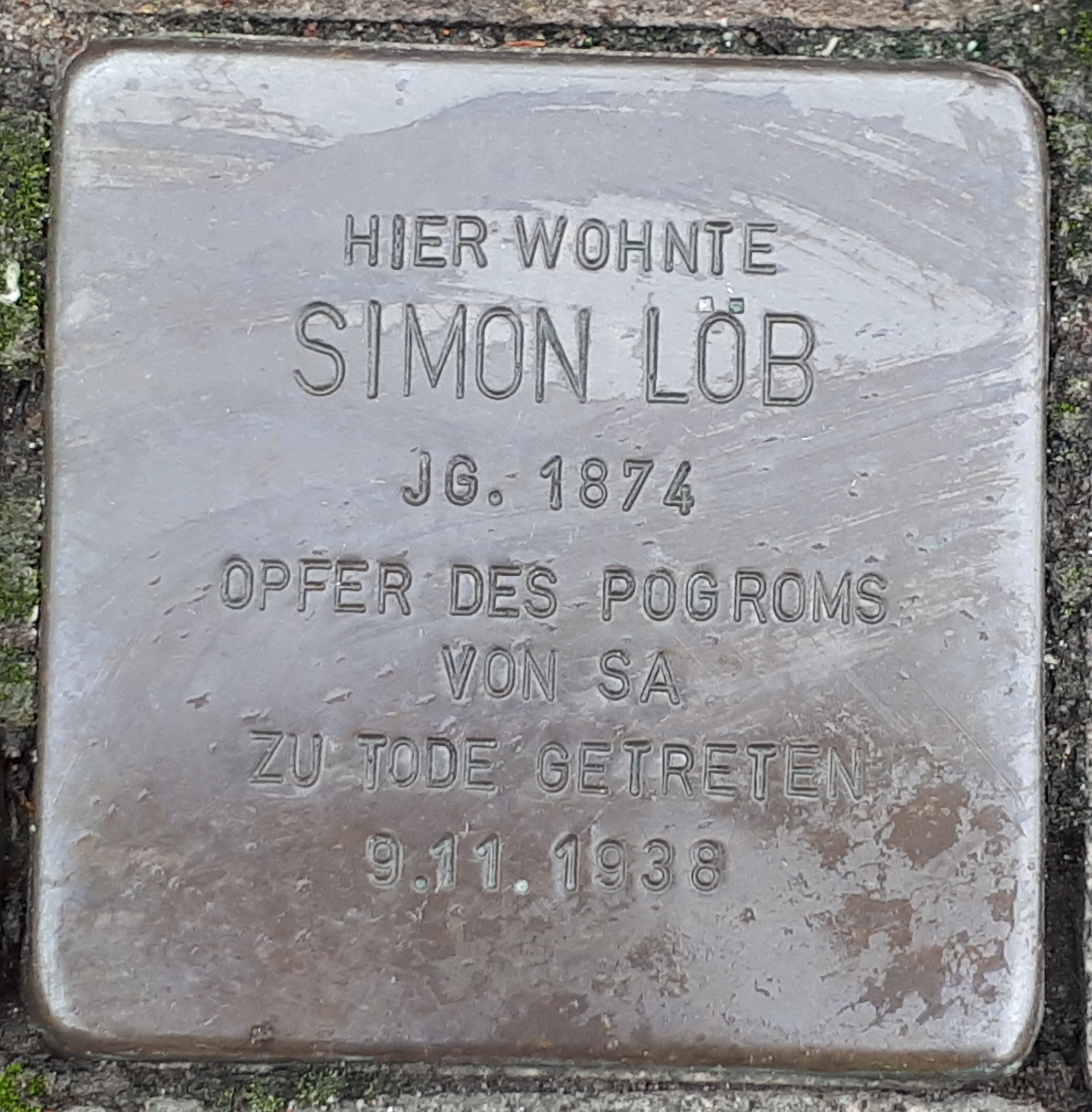
Stolperstein Simon Löb
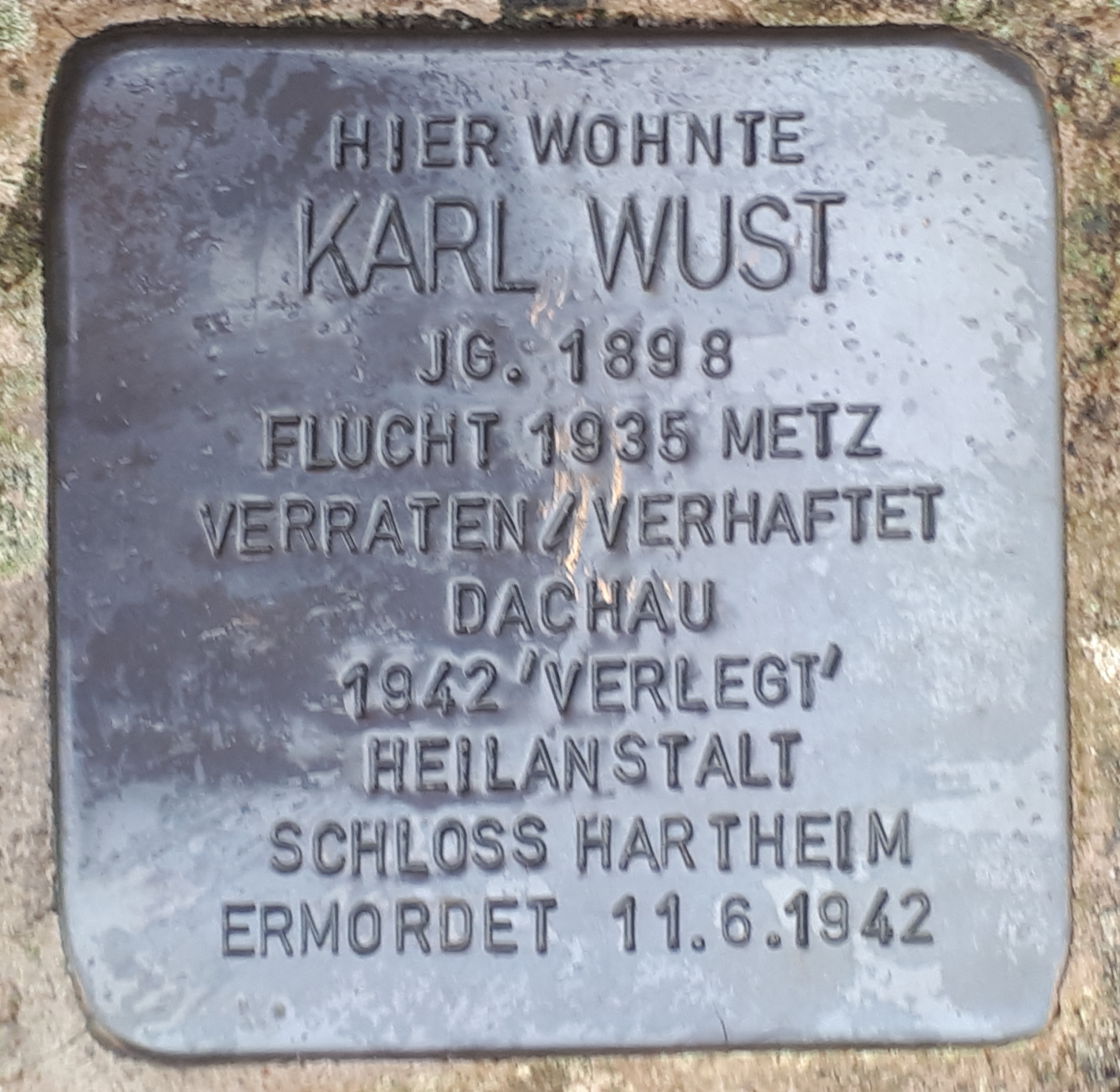
Stolperstein Karl Wust